# Первое сражение за Массауа
Первое сражение за Массауа — сражение во время войны за независимость Эритреи. Битва проходила в период с 1977 по 1978 год в городе Массауа и его окрестностях.

## Ход сражения
В 1977 году солдаты НФОЭ начали штурм города Массауа, они также перекрыли дорогу по поставке грузов для эфиопского военного гарнизона из Асмэры. Таким образом эфиопские солдаты в Массауа оказались на осадном положении.
23 декабря 1977 года повстанцы из НФОЭ начали наступление на морской порт города. Советские военно-морские корабли стали обстреливать подразделения НФОЭ, чтобы предотвратить захват Массауа повстанцами. Благодаря вмешательству Советского Союза Эфиопия одержала победу в этом сражении. Повстанцы из НФОЭ были вынуждены отступить в окрестности города Накфа. Битва за Массауа стала первым примером прямого советского военного участия в войне за независимость Эритреи, которое будет продолжаться и в других сражениях.